# Фотоаппаратура БелОМО
Список фотоаппаратов, выпускавшихся на заводах, входящих в состав Белорусского оптико-механического объединения (БелОМО).

## Фотоаппараты «Смена»
В 1958 году Минский механический завод (ММЗ) совместно с ЛОМО выпускал фотоаппарат «Смена» (послевоенную модель ЛОМО).
«Смена» — несложный малоформатный шкальный фотоаппарат для начинающих фотолюбителей.
Корпус бакелитовый, задняя стенка съёмная.
Применялась фотоплёнка типа 135 в стандартных кассетах. Размер кадра 24×36 мм.
Обратная перемотка плёнки отсутствовала, отснятая плёнка подавалась в пустую кассету.
Перемотка плёнки головкой. Взвод затвора раздельный от перемотки плёнки.
Затвор центральный, 1/200 — 1/10 и «В».
Объектив триплет «Т-22» 4,5/40. Фокусировка от 1 м до «бесконечности» по шкале расстояний.
Диафрагмирование объектива от f/4 до f/16.
Видоискатель оптический параллаксный.
Синхроконтакт «Х» устанавливался только на части выпуска. Имеется обойма для крепления съёмного дальномера (или фотовспышки).
Количество выпущенных именно на ММЗ фотоаппаратов неизвестно.
Кроме первой «Смены» на ММЗ выпускались:
- «Смена-2» (1957—1961) — модификация послевоенной «Смены» с автоспуском и синхроконтактом.
- «Смена-М» (1961) — модификация послевоенной «Смены». Основное отличие — наличие синхроконтакта, фотографический затвор с другим диапазоном выдержек и изменённая спусковая кнопка. Объектив триплет «Т-22М» 4,5/40.
- «Смена-2М» (1961) — модификация послевоенной «Смены». Основное отличие — наличие автоспуска и синхроконтакта, фотографический затвор с другим диапазоном выдержек и изменённая спусковая кнопка. Объектив триплет «Т-22М» 4,5/40.

## Фотоаппараты «Весна»
«Весна» — малоформатные шкальные фотоаппараты для начинающих фотолюбителей.
Фотоаппараты с размером кадра 24×32 мм. По своему уровню и техническим характеристикам близки к фотоаппаратам «Смена». Производились с 1962 по 1966 год на Минском машиностроительном заводе (БелОМО).
- «Весна» (1962—1964) — базовая модель. Объектив Триплет «Т-22» 4,5/40 с центральным затвором и выдержками от 1/8 до 1/250 с и «В».
- «Весна-2» (1964—1966) — модификация с объективом увеличенной светосилы («Т-22М» 4/40) и затвором с уменьшенным диапазоном выдержек (от 1/15 до 1/250 с и «В»).
- «Весна-3» — прототип с объективом 3,5/28, серийно не выпускался.

## Полуформатные фотоаппараты

### Фотоаппараты «Чайка»
Во второй половине 1960-х — первой половине 1970-х БелОМО выпускало полуформатные фотоаппараты семейства «Чайка».
Это были шкальные неавтоматические камеры для начинающих фотолюбителей с размером кадра 18×24 мм (плёнка типа 135), с центральным затвором (выдержки 1/30—1/250 с), объектив «Индустар-69» 2,8/28. На «Чайке-3» стоял селеновый экспонометр.
Привлекала компактность и лёгкость камер.
Фотоаппараты «Чайка» стоили больше, чем наиболее распространённые в те годы фотоаппараты «Смена» с бо́льшим размером кадра при сходных технических характеристиках, поэтому «Чайки» не пользовались большой популярностью.
- «Чайка» — с 1965 по 1967 год, выпущено 171400 штук. Наличие выдержки «В», несъёмный объектив.
- «Чайка-2» — с 1967 по 1972 год, выпущено 1,25 млн штук. Наличие выдержки «В», съёмный объектив.
- «Чайка-3» — с 1971 по 1973 год, выпущено 600 тыс. штук. Отсутствие выдержки «В», съёмный объектив, экспонометр, бескурковый взвод затвора и перемотки плёнки.
- «Чайка-2М» — с 1972 по 1974 год, выпущено 351 тыс. штук. Вариант «Чайки-3» с курком, но без экспонометра. Отсутствие выдержки «В», съёмный объектив.

### «Агат-18»
К полуформатным фотоаппаратам БелОМО вернулось в 1984 году, выпустив шкальные неавтоматические камеры для начинающих фотолюбителей «Агат-18» и «Агат-18К».
Корпус фотоаппаратов разъёмный.
Применялась фотоплёнка типа 135 в стандартных кассетах. Размер кадра 18×24 мм.
Объектив «Индустар-104» 2,8/28. 

Центральный затвор-диафрагма. При диафрагме 2,8 отрабатывается выдержка 1/60 с, при диафрагме 16 — 1/250 с. На камере отсутствует кольцо установки выдержек, имеется только кольцо установки диафрагмы. Установка экспозиции — по символам погоды.

Изменить сочетание выдержка-диафрагма невозможно.

## Простейшие среднеформатные фотоаппараты
Во второй половине 1960-х — первой половине 1970-х годов БелОМО выпускало простейшие среднеформатные фотоаппараты «Школьник» и «Этюд», рассчитанные на широкую 60-мм фотоплёнку типа «рольфильм».
Размер кадра: «Школьник» — 6×6 см, «Этюд» — 4,5×6 см.
Корпуса аппаратов пластмассовые, объектив простейший однолинзовый, без наведения на резкость (сфокусирован на глубину резко изображаемого пространства).
Фотографический затвор центральный с одной автоматической выдержкой (1/60 или 1/125 с) и «B» («от руки»).
Диафрагма пластинчатая с двумя или тремя отверстиями разного диаметра.
Эти фотоаппараты из-за низкой цены (6—8 рублей) относились к категории детских игрушек, поэтому до наших дней дошло малое количество сохранившихся экземпляров.
Являются объектами коллекционирования.

## Фотоаппараты «Вилия»
Разработанные в 1970-х годах малоформатные шкальные фотоаппараты семейства «Вилия» пользовались популярностью среди начинающих фотолюбителей благодаря удобству пользования, оптимальному соотношению цена-качество и большому количеству выпущенных экземпляров.
Унифицированные фотоаппараты семейства «Вилия» имели одинаковый внешний вид, комплектовались объективами триплет «Т-69-3» 4/40 и отличались только принципом установки экспозиции.
- «Вилия-авто» — с 1973 по 1985 год. Программный автомат.
- «Вилия» — с 1974 по 1985 год. Экспонометрическое устройство отсутствует, ручная установка выдержки и диафрагмы.
- «Силуэт-электро» — с 1976 по 1981 год. Автомат с приоритетом диафрагмы.
- «Орион-ЕЕ» — с 1978 по 1983 год. Автомат с приоритетом выдержки.

- «Вилия»
- «Вилия-авто»
- «Силуэт-электро»
- «Орион-ЕЕ»

## «Силуэт-автомат»
Дальнейшим развитием семейства «Вилия» стали аппараты «Орион-2» и «Силуэт-автомат» («Силуэт-2»).
Изготовлены в металлических корпусах, объектив — «Индустар-92» 2,8/38.
По техническим характеристикам практически не отличались от предшествующих камер «Орион-ЕЕ» и «Силуэт-электро».
«Орион-2» серийно не выпускался, фотоаппарат «Силуэт-автомат» выпущен в небольшом количестве, из-за высокой цены спросом в СССР не пользовался (в 1981 году — 140 рублей, в 1985 году — 95 рублей).

## Фотоаппараты «Зенит»
Благодаря директивному принципу советской экономики, заводы не имели возможности распоряжаться собственными брендами, и название «Зенит», принадлежащее Красногорскому механическому заводу, было использовано также БелОМО. Производственная документация и технологии, связанные с выпуском зеркальных фотоаппаратов, передавались сюда с КМЗ для увеличения производства хорошо востребованных или уже снятых с красногорского конвейера моделей. Первым в 1975 году был освоен популярный «Зенит-Е», а после него налажен выпуск и «Зенита-TTL». Следующим стал «Зенит-ЕТ» с объективом «Гелиос-44М». С 1983 по 1985 год выпущена небольшая партия копии красногорского «Зенит-TTL» под собственной маркировкой «Зенит-15».
В 1988 году разработана модель под заводским индексом «Зенит-15М», выпускавшаяся с 1990 года также под названиями «Зенит-12XS», «Зенит-21XS», «Зенит-12pro» и «Альбар-15». Этот же фотоаппарат выпускался с маркировкой «Зенит-122», несмотря на многочисленные отличия от красногорского «Зенит-122» и запрет КМЗ на использование бренда «Зенит». В дальнейшем на основе «Зенит-15М» создана камера «Зенит-130». «Зениты» БелОМО комплектовались, как правило, объективами «Гелиос-44» производства Валдайского завода «Юпитер», а объективы «Индустар-50» поступали с КМЗ. Футляры БелОМО изготавливались из более дешёвого дерматина, в отличие от кожаных с металлическими вставками производства КМЗ.
|                                        |             |                                                         |             |              |             |
| «Зенит-Е» с объективом «Индустар-50-2» | «Зенит-TTL» | Фотоаппараты «Зенит-ЕТ», в том числе и без экспонометра | «Зенит-15М» | «Зенит-21XS» | «Зенит-130» |

Выпуск некоторых моделей «Зенита» на БелОМО был более массовым, чем на КМЗ, и в основном был предназначен для внутреннего рынка СССР, тогда как красногорская продукция шла на экспорт. Фотоаппараты БелОМО считались менее качественными и надёжными. В конце 1980-х годов в фотоаппаратах БелОМО стали широко практиковать замену металлических деталей пластмассовыми.

## Фотоаппараты «Эликон»
В 1980-е годы на смену семейству «Вилия» были разработаны малоформатные (размер кадра 24×36 мм) фотоаппараты семейства «Эликон».

### «Эликон-1» и «Эликон»
«Эликон-1» и «Эликон» — компактные автоматические дальномерные фотоаппараты бесфутлярной конструкции. Съёмочный объектив, объектив фоторезистора и объектив видоискателя при переноске закрыты сдвижной пластмассовой крышкой.
Объектив «Минитар-2» 2,8/35, несменный, резьба под светофильтр М46×0,75. Фокусировка по сопряжённому дальномеру (увеличение окуляра 0,55×, база дальномера 19 мм).
Диафрагмирование объектива от 2,8 до 16. Диафрагма двухлепестковая.
Фотоаппараты «Эликон» и «Эликон-1» — автоматы с приоритетом диафрагмы.
Экспонометрическое устройство с сернисто-кадмиевым (CdS) фоторезистором. Экспокоррекция возможна только изменением значения светочувствительности фотоплёнки.
В автоматическом режиме центральный затвор с электронным управлением отрабатывает бесступенчато выдержку от 10 до 1/500 с.
- «Эликон-1» — с приставной автоматической фотовспышкой специальной конструкции.
- «Эликон» — модификация фотоаппарата «Эликон-1». Приставной кронштейн позволяет использовать обычную электронную фотовспышку с центральным синхроконтактом.

### «Эликон-2»
«Эликон-2» — шкальная модификация фотоаппарата «Эликон» с объективом «Минар-2» 3,8/35.
В очень малом количестве выпущен дальномерный «Эликон-2».
Всего выпущено 393 экземпляра.

### Шкальные фотоаппараты «Эликон» с встроенной вспышкой (корпус классической формы)
Малоформатные шкальные фотоаппараты с встроенной фотовспышкой имели сходный внешний вид, различались объективами и принципом установки экспозиции.
- «Эликон-3» — малоформатный автоматический шкальный фотоаппарат с приоритетом единственной выдержки (1/125 с) с встроенной фотовспышкой, объектив «Минар» 4/35. Затвор центральный механический. Выдержка «B» отсутствует.

При съёмке с фотовспышкой диафрагма объектива устанавливается в зависимости от светочувствительности фотоплёнки и расстояния до объекта съёмки (при фокусировке изменяется диафрагма объектива).
- «Эликон-4» — малоформатный шкальный фотоаппарат с ручной установкой диафрагмы и со встроенной фотовспышкой.

Объектив «МС Индустар-95-02» 4/38 или «Минар» 4/35.
Механический центральный затвор с единственной выдержкой 1/125 с. Выдержка «B» отсутствует.
- «Эликон-35С» — малоформатный автоматический шкальный фотоаппарат (программный автомат) с встроенной фотовспышкой.

Объектив «Индустар-95» 2,8/38.
Центральный затвор-диафрагма с электронным управлением. Выдержка «B» отсутствует. В автоматическом режиме затвор отрабатывает бесступенчато выдержку от 1/8 (при диафрагме 2,8) до 1/500 с (при диафрагме 16). Изменить сочетание выдержка-диафрагма невозможно.
При съёмке с фотовспышкой диафрагма объектива устанавливается в зависимости от светочувствительности фотоплёнки и расстояния до объекта съёмки (при фокусировке изменяется диафрагма объектива).
Выпускалась модифицированная модель «Эликон-35СМ» с возможностью ручной установки диафрагмы.

### «Эликон-автофокус»
«Эликон-автофокус» — первый советский малоформатный фотоаппарат с автоматической фокусировкой.
Сконструирован на базе фотоаппаратов «Эликон-3», «Эликон-4», «Эликон-35С».
Объектив «Индустар-95» 2,8/38, несменный. Фокусировка автоматическая в пассивном режиме. Пределы автоматической фокусировки от 1,1 м до бесконечности.
Центральный затвор-диафрагма с электронным управлением. Выдержка «B» отсутствует. В автоматическом режиме затвор отрабатывает бесступенчато выдержку от 1/8 (при диафрагме 2,8) до 1/500 с (при диафрагме 16). Изменить сочетание выдержка-диафрагма невозможно.
Фотоаппарат «Эликон-автофокус» — программный автомат.
При выдвижении фотовспышки происходит её автоматическое включение.
При съёмке с фотовспышкой диафрагма объектива устанавливается в зависимости от светочувствительности фотоплёнки и расстояния до объекта съёмки (при автофокусировке изменяется диафрагма объектива).

### «Эликон-535»
«Эликон-535» — малоформатный компактный шкальный фотоаппарат с корпусом бесфутлярной конструкции с ручной установкой экспозиции.
Последний фотоаппарат, сконструированный БелОМО.
Объектив «Минар-2» 3,8/35.
Центральный затвор-диафрагма. При диафрагме 3,8 отрабатывается выдержка 1/90 с, при диафрагме 16 — 1/512 с. Выдержка «B» отсутствует.
На камере отсутствует регулятор установки выдержек, имеется только регулятор установки диафрагмы.
Установка экспозиции — по символам погоды.
Изменить сочетание выдержка-диафрагма невозможно.

## Среднеформатные фотоаппараты

### «Эстафета»
В конце 1950-х — начале 1960-х годов БелОМО совместно с ЛОМО выпускало среднеформатный шкальный фотоаппарат «Эстафета» с тубусным (складным) объективом триплет «Т-35» 4/75.
Центральный затвор, выдержки от 1/8 до 1/250 с и «В».
Размер кадра 6×6 см, вкладыш на 4,5×6 см (фотоплёнка типа «рольфильм»).
Автоспуск, синхроконтакт.

### «Ракурс»
«Ракурс-670» и «Ракурс-672» — среднеформатные (фотоплёнка типа «рольфильм») однообъективные фотоаппараты прямого визирования (без видоискателя, по матовому стеклу вместо фотоплёнки).
На оптической скамье смонтирован узел крепления кассеты с фотоплёнкой и соединённая с ним при помощи меха перемещаемая объективная панель.
Объективная панель позволяет сдвигать объектив относительно фотоплёнки, производя коррекцию перспективы (шифт-объектив).
Профессиональные камеры для павильонной съёмки, выпущено не более 2200 экземпляров.